# Rissoa membranacea
Espèce
Rissoa membranacea est une espèce de petits mollusques gastéropodes marins de la famille des Rissoidae.

## Répartition
Rissoa membranacea est présent des îles Canaries à la Norvège et pénètre dans la Baltique[réf. nécessaire].

## Description

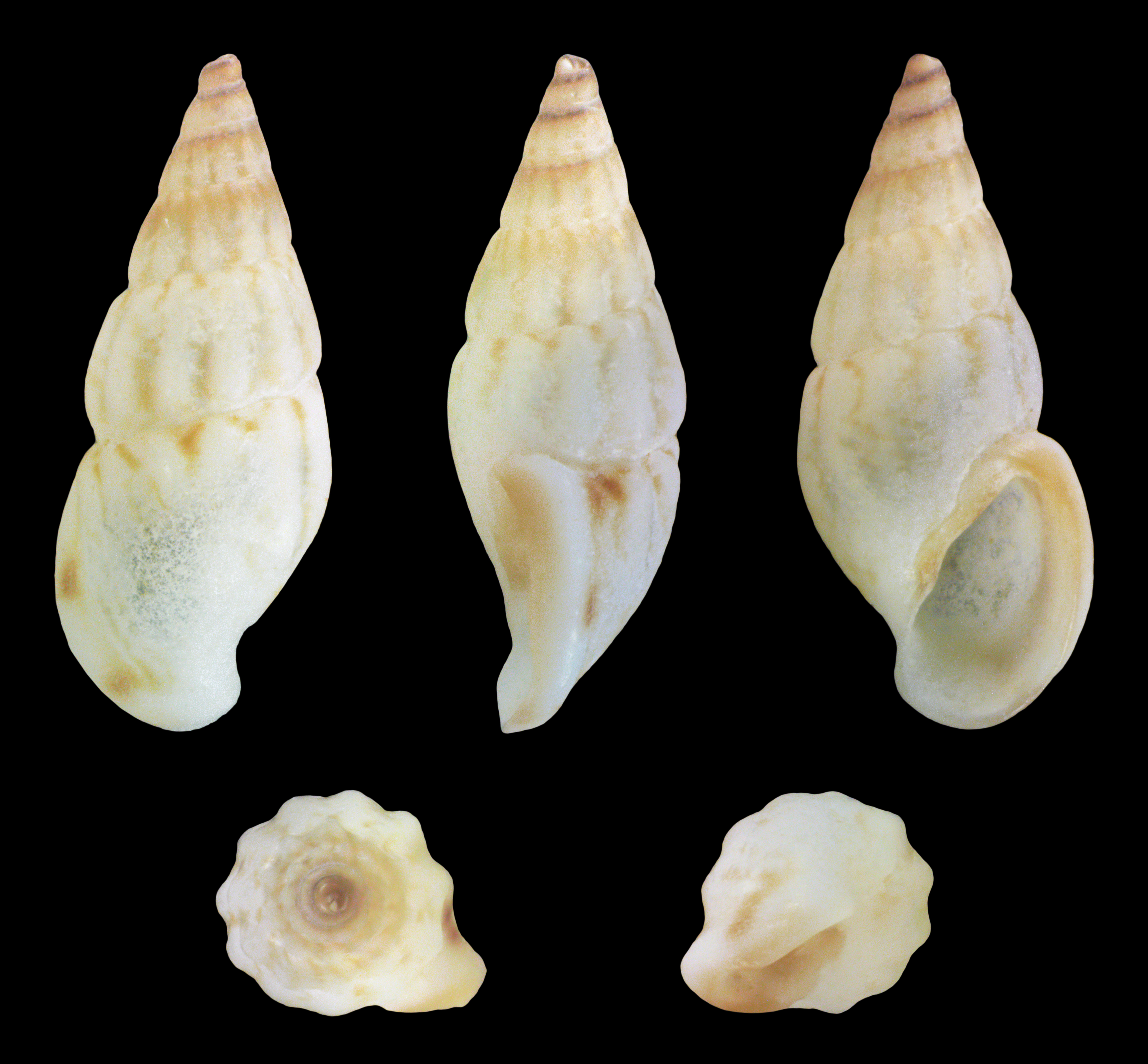
Rissoa membranacea var. labiosa.

La coquille, extrêmement variable, peut atteindre une hauteur de 9 mm pour une largeur de 3 mm environ. Elle peut être mince et translucide ou, au contraire, épaisse et opaque. Son ornementation principale consiste en côtes saillantes, dont le nombre peut atteindre 18 sur le dernier tour et éventuellement en une varice (épaississement du labre ou lèvre externe de l'ouverture). De fines fêtes longitudinales et des stries de croissance peuvent également apparaître plus ou moins nettement.
L'ouverture est généralement évasée et peut présenter des épaississements.
La couleur peut être blanche, jaunâtre ou verdâtre. La varice est pâle ou brunâtre. L'ouverture est souvent marquée de rouge.
Les variations de la coquille peuvent être induites par des facteurs environnementaux (notamment la salinité) mais il est probable que Rissoa membranacea est un complexe de deux (voire plus) espèces qui se distinguent par des caractères morphologiques, développementaux (on distingue une forme à développement direct dite lécithotrophique et une forme à larve planctonique, dite planctotrophique et electrophorétiques.

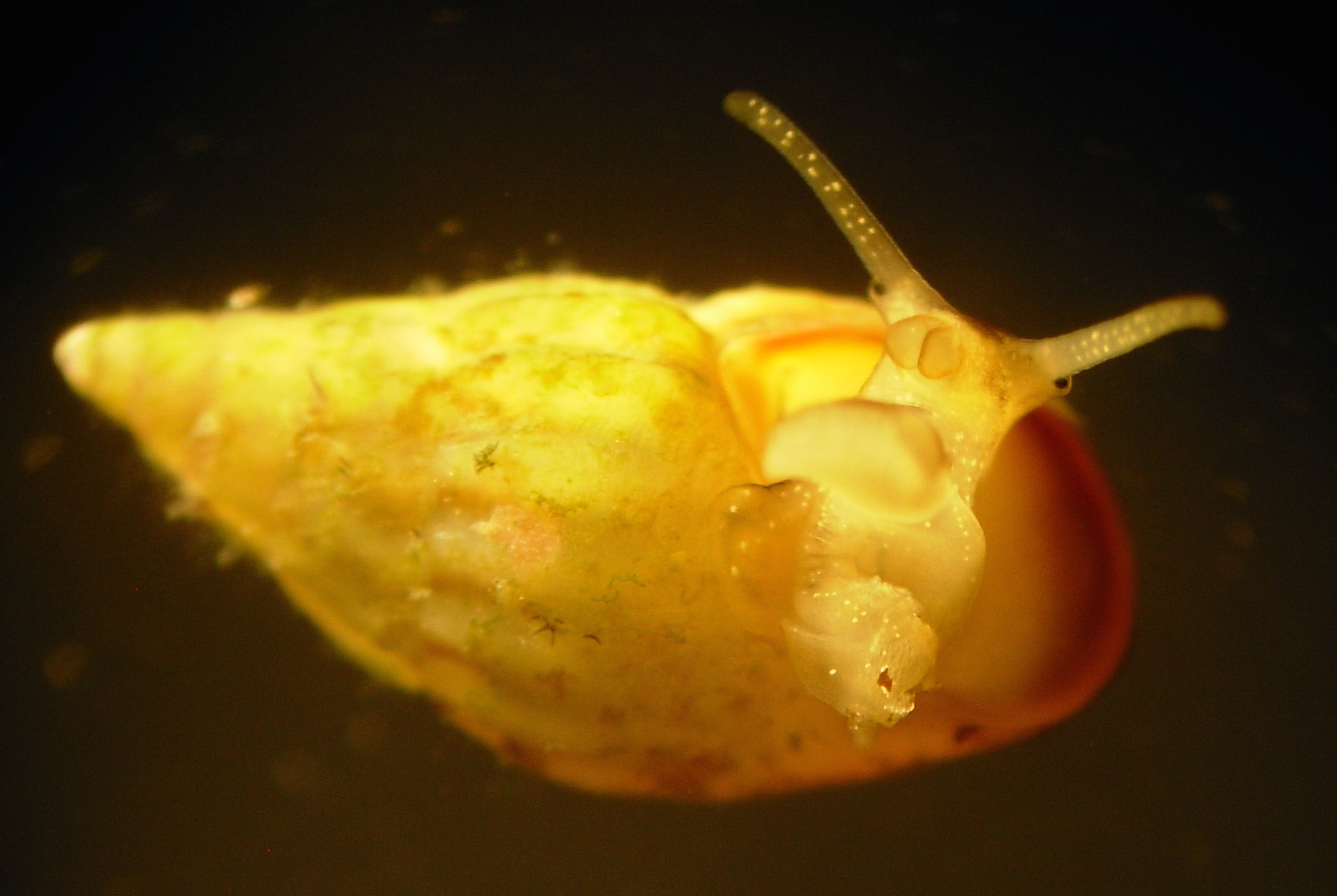
R. membranacea. Animal émergeant de sa coquille.

## Biologie
Rissoa membranacea est typiquement associé aux herbiers de zostères (Zostera marina). Il se trouve donc essentiellement dans les baies abritées et les milieux de type estuarien plus ou moins saumâtres. L'espèce peut supporter des salinités de 7 (mais cette tolérance dépend de la variété utilisée) est immergée dans de l'eau douce[pas clair], 50 % des individus survivent au bout de 80 heures. Mais il peut aussi se rencontrer, éventuellement associé aux algues, dans des conditions plus nettement marines.
L'animal broute les organismes qui se développent à la surface des feuilles des zostères, ce qui permet à la lumière de parvenir jusqu'aux chloroplastes de la plante, qui peut ainsi mieux faire face à la pollution et à l'eutrophisation du milieu (qui stimulent la croissance de la flore épiphytique). Dans certains cas ce broutage peut cependant blesser sérieusement les feuilles de zostères et provoquer leur rupture. 

## Galerie

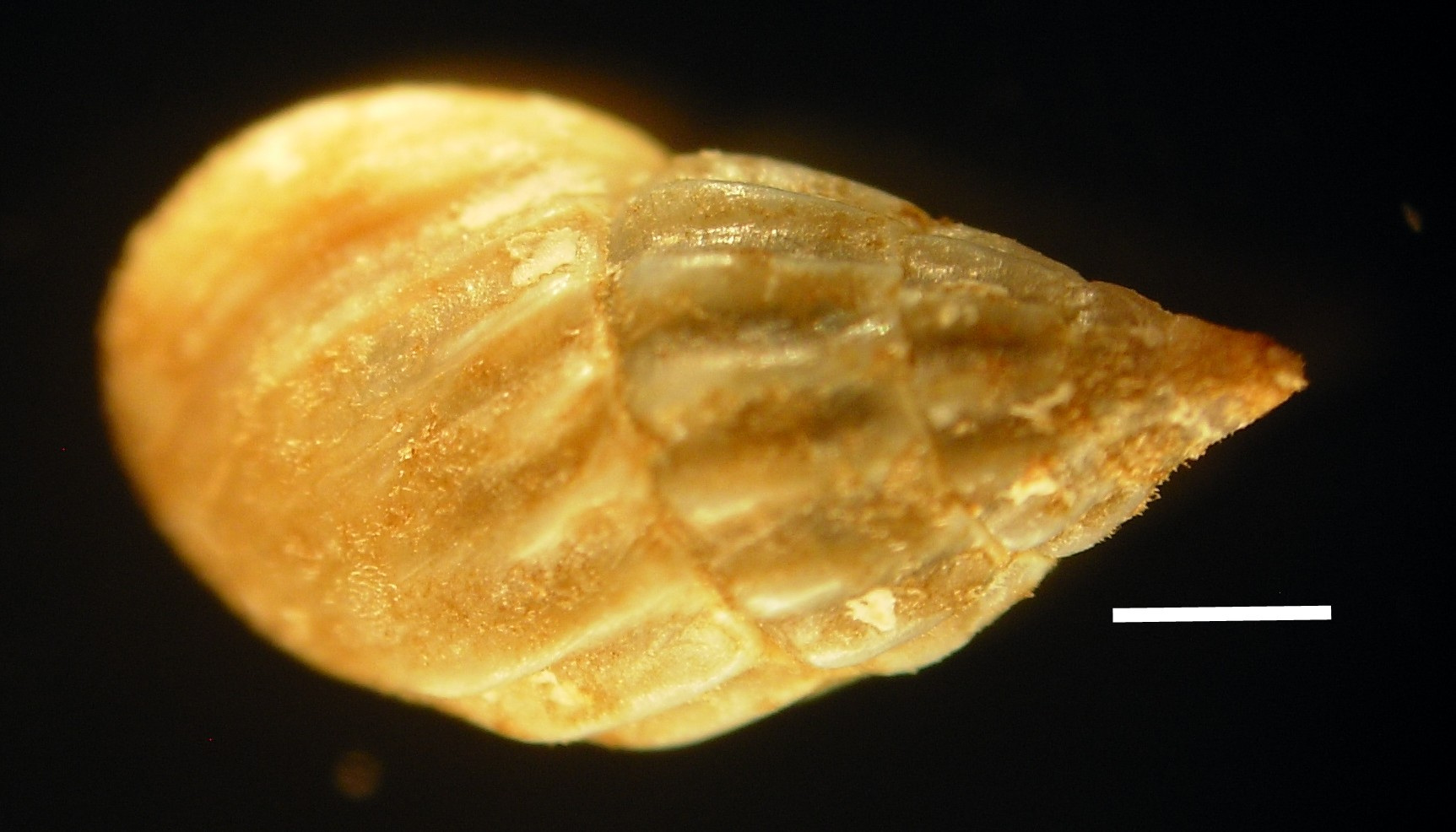
R. membranacea : vue postérieure de la coquille et de la varice bordant le labre.
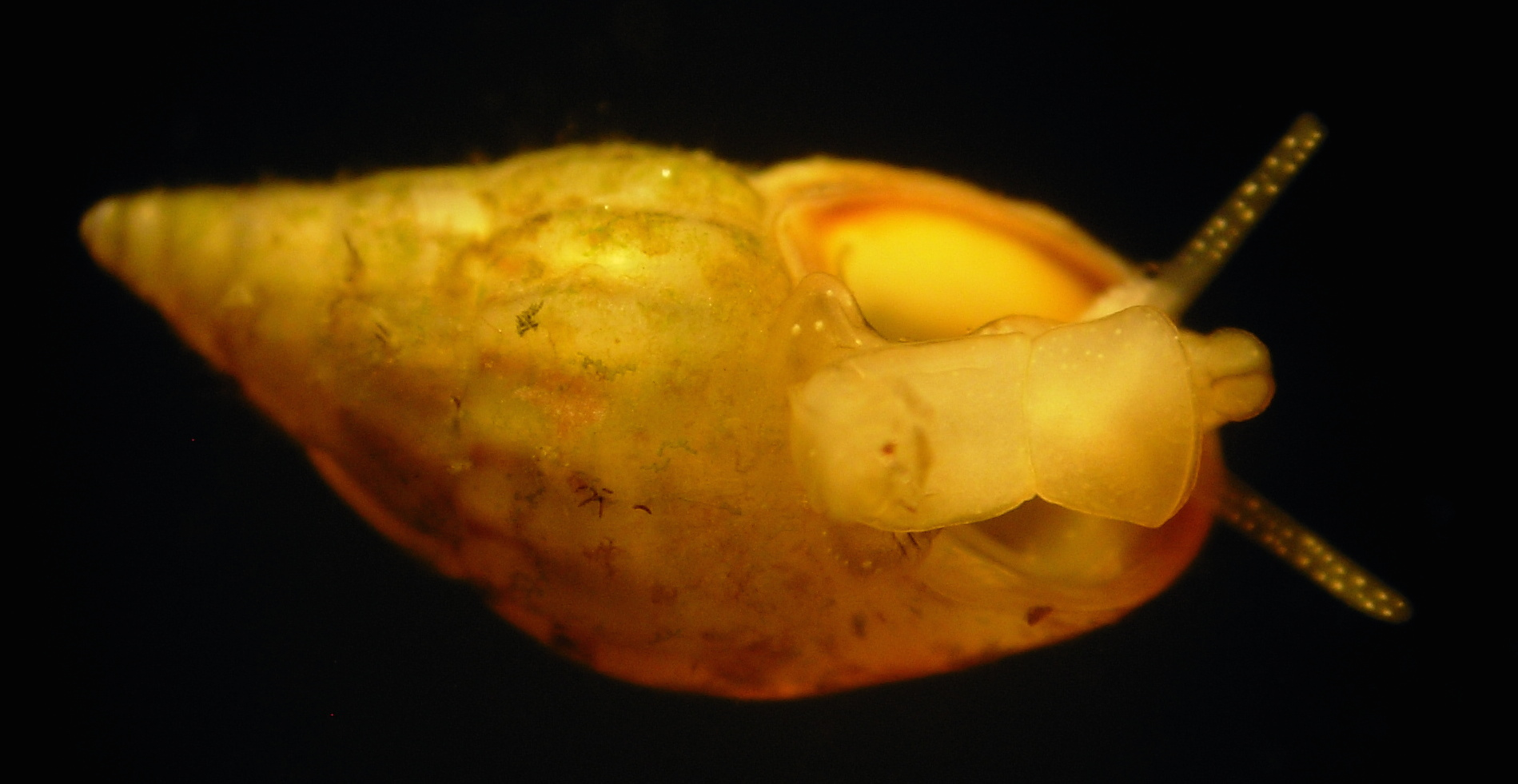
R. membrancea : vue de la face inférieure du pied, du mufle et des tentacules céphaliques.

## Classification
Le nom valide complet (avec auteur) de ce taxon est Rissoa membranacea (Adams (d), 1800).
L'espèce a été initialement classée dans le genre Turbo sous le protonyme Turbo membranaceus J. Adams, 1800,.
Rissoa membranacea a pour synonymes :
- Rissoa grossa var. elatopsis Mars, 1956
- Rissoa grossa var. plicacea Mars, 1956
- Rissoa membranacea var. cornea (Lovén, 1846)
- Rissoa membranacea var. gracilis (Forbes & Hanley, 1850)
- Rissoa membranacea var. labiosa (Montagu, 1803)
- Rissoa membranacea var. minor Jeffreys, 1867
- Rissoa membranacea var. octona auct. non Linnaeus, 1767
- Rissoa venusta var. pontica Milaschewitsch, 1916
- Rissostomia membranacea cornea (Lovén, 1846)
- Rissostomia membranacea labiosa (Montagu, 1803)
- Rissostomia membranacea octona auct. non Linnaeus, 1767
- Alvania plicatula Risso, 1826
- Helix labiosa Montagu, 1803
- Rissoa cornea Lovén, 1846
- Rissoa elata R. A. Philippi, 1844
- Rissoa fragilis Michaud, 1830
- Rissoa grossa Michaud, 1830
- Rissoa labiosa (Montagu, 1803)
- Rissoa oblonga Desmarest, 1814
- Rissoa octona (Nilsson, 1822)
- Rissoa plicatula (Risso, 1826)
- Rissoa pontica Milaschewitsch, 1916
- Rissostomia brunosericea Smagowicz, 1977
- Rissostomia membranacea (J. Adams, 1800)
- Turbo costatus Pulteney, 1799
- Turbo membranaceus J. Adams, 1800
- Turboella (Nititurboella) cornea (Lovén, 1846)
- Zippora membranacea (J. Adams, 1800)

### Publication originale
- (en + la) the late John Adams, « Descriptions of some minute British Shells », Transactions of the Linnean Society of London, vol. 5, no 1,‎ 1800, p. 1-6 (ISSN 1945-9432, 1945-9335 et 1945-9432, DOI 10.1111/J.1096-3642.1800.TB00573.X, lire en ligne).